# Социјалдемократска партија Албаније
Социјалдемократска партија Албаније (алб. Partia Socialdemokrate e Shqipërisë) је политичка странка у Албанији. Њен оснивач је Скендер Ђинуши, бивши министар образовања (1987—1991) и председник Парламента (1997—2001).